# Porte de la Bruche
La porte de la Bruche est un monument historique situé à Dachstein, dans le département français du Bas-Rhin.

## Localisation
Ce bâtiment est situé rue Principale à Dachstein.

## Historique
L'édifice fait l'objet d'une inscription au titre des monuments historiques depuis 1929.